# ناتالیا گایتان
ناتالیا گایتان (انگلیسی: Natalia Gaitán؛ زادهٔ ۳ آوریل ۱۹۹۱) بازیکن فوتبال اهل کلمبیا است.
از باشگاه‌هایی که در آن بازی کرده‌است می‌توان به باشگاه فوتبال زنان والنسیا اشاره کرد.
وی همچنین در تیم‌های ملی فوتبال Colombia women's national under-17 football team, Colombia women's national under-20 football team، و تیم ملی فوتبال زنان کلمبیا بازی کرده‌است.
وی در مسابقات کشوری و بین‌المللی در مجموع برندهٔ ۱ مدال طلا شده‌است.